# 巴拉-迪聖弗朗西斯科
18°45′18″S 40°53′27″W / 18.75500°S 40.89083°W
巴拉-迪聖弗朗西斯科（葡萄牙語：Barra de São Francisco），是巴西聖埃斯皮里圖州的市镇，位於該國東南部，始建於1551年9月8日，面積934平方公里，2014年人口44,244，人口密度每平方公里47.38人。